# Мемориальная доска
Мемориа́льная доска́ (также охранная доска, памятная доска) — вид памятника, обычно помещаемого на стене здания, из долговечного камня (мрамор, гранит) или металлического сплава (бронза, чугун), увековечивающая память о знаменитом человеке, организации, формировании или событии.

## История
Первые мемориальные доски появились в Древнем Риме (когда в память о военных победах или знаменательных событиях надписи и изображения начали делать не на скалах и валунах, а на стенах городских зданий).
Вероятно, древнейший памятник подобного типа на территории СССР был обнаружен в ходе археологических раскопок античного города Горгиппия на побережье Чёрного моря (это глыба из белого мрамора, на которой высечены имена 226 победителей спортивных соревнований, проходивших в III веке до нашей эры).
В Великобритании традиция установки мемориальных табличек на зданиях и сооружениях получила распространение в викторианскую эпоху. Первая такая табличка была открыта в 1867 году в честь Лорда Байрона на месте его рождения в Кавендиш-сквере в лондонском районе Вест-Энд по решению Королевского общества искусств. В дальнейшем, «синие таблички» начали устанавливать не только в Лондоне, но и в других городах страны.
Первая советская мемориальная доска была установлена 7 ноября 1918 года на Кремлевской стене — это была доска в память павших за мир и братство народов (автором которой являлся скульптор С. Т. Коненков).

## Общие сведения
Мемориальные доски обычно устанавливают на зданиях или сооружениях, однако иногда они могут быть установлены на отдельно стоящем постаменте или пьедестале.
На посвящённой человеку или людям мемориальной доске помимо пояснительной надписи может быть изображён профиль, бюст, барельеф или горельеф этого человека.
Доски, содержащие информацию о наименовании площадей, проспектов, улиц, переулков и т. д., названных в честь выдающихся людей или событий, являются памятными топонимическими досками и не относятся к мемориальным доскам (обычно они размещаются на здании в начале объекта).
Мемориальные доски, которые установлены не вертикально, а горизонтально или под углом могут называться мемориальная плита.

## Галерея
- Памятная доска Ю.П. Спегальскому в Пскове.
- «Всем, пожертвовавшим своё время на спасение виртуального мира», Рига.
- Мемориальная доска матери Марии (Скобцовой) в Санкт-Петербурге.
- Мемориальная доска пензенцам — участникам Первой мировой войны на здании Института военного обучения ПГУ, в котором в 1910—1914 гг. размещались воинские подразделения 45-й пехотной дивизии.
- Мемориальная доска в Паневежисе одному из лидеров  «лесных братьев» в Литве Адольфасу Раманаускасу.
- Памятные информационные таблички в Ростове-на-Дону, посвящённые улицам города
- Мемориальная доска бронепоездам на здании вокзала станции Пермь II.

Своеобразная памятная доска вывешена в Воронеже на стене дома № 45 по улице Карла Маркса. Текст на доске гласит: «В этом доме с 2063 по 2065 гг. жил С. В. Савельев, изобретатель машины времени». Здесь примечательно то, что упомянутый Савельев является не реально существовавшим человеком, а персонажем научно-фантастического рассказа «Парадокс дедушки» писателя Сергея Ушенина. Необычную памятную доску вывесил за свой счёт директор расположенного в доме магазина подарков; разрешение на размещение доски дала комиссия по культурному наследию администрации Воронежа.